# Pedro Escobedo
Pedro Escobedo è una municipalità dello stato di Querétaro, nel Messico centrale, il cui capoluogo è la omonima località.
La popolazione della municipalità è di 56.553 abitanti e ha una estensione di 290,9 km².